# Lac Fontbonne
Lac Fontbonne är en sjö i Kanada.   Den ligger i regionen Abitibi-Témiscamingue och provinsen Québec, i den sydöstra delen av landet, 400 km nordväst om huvudstaden Ottawa. Lac Fontbonne ligger 290 meter över havet.
I omgivningarna runt Lac Fontbonne växer i huvudsak blandskog. Trakten runt Lac Fontbonne är nära nog obefolkad, med mindre än två invånare per kvadratkilometer.